# Мечеть аль-Харам
Мече́ть аль-Хара́м (араб. المسجد الحرام‎ —  Аль-Масджиду-ль-Харам‎ «Запове́дная мечеть» или «Запретная мечеть») — главная и крупнейшая в мире мечеть, во внутреннем дворе которой находится главная святыня ислама — Кааба. Расположена в Мекке, в Саудовской Аравии. Посещение мечети аль-Харам и Каабы является обязательным элементом паломничества (хаджа). Мечеть также включает в себя другие важные объекты, в том числе Чёрный камень, колодец Замзам, место пророка Ибрахима (Макам Ибрахима), холмы ас-Сафа и аль-Марва.
Мечеть аль-Харам является самой большой мечетью в мире, и за прошедшие годы она была капитально отремонтирована и расширена. Она была под контролем различных правителей (халифов, султанов и королей), а теперь находится под контролем короля Саудовской Аравии, который называется «Служителем двух святынь» (то есть Заповедной мечети в Мекке и мечети Пророка в Медине). Мечеть расположена возле комплекса зданий Абрадж аль-Бейт, имеющего самую высокую в мире башню с часами,, строительство которого было окружено полемикой относительно разрушения ранних объектов исламского наследия.

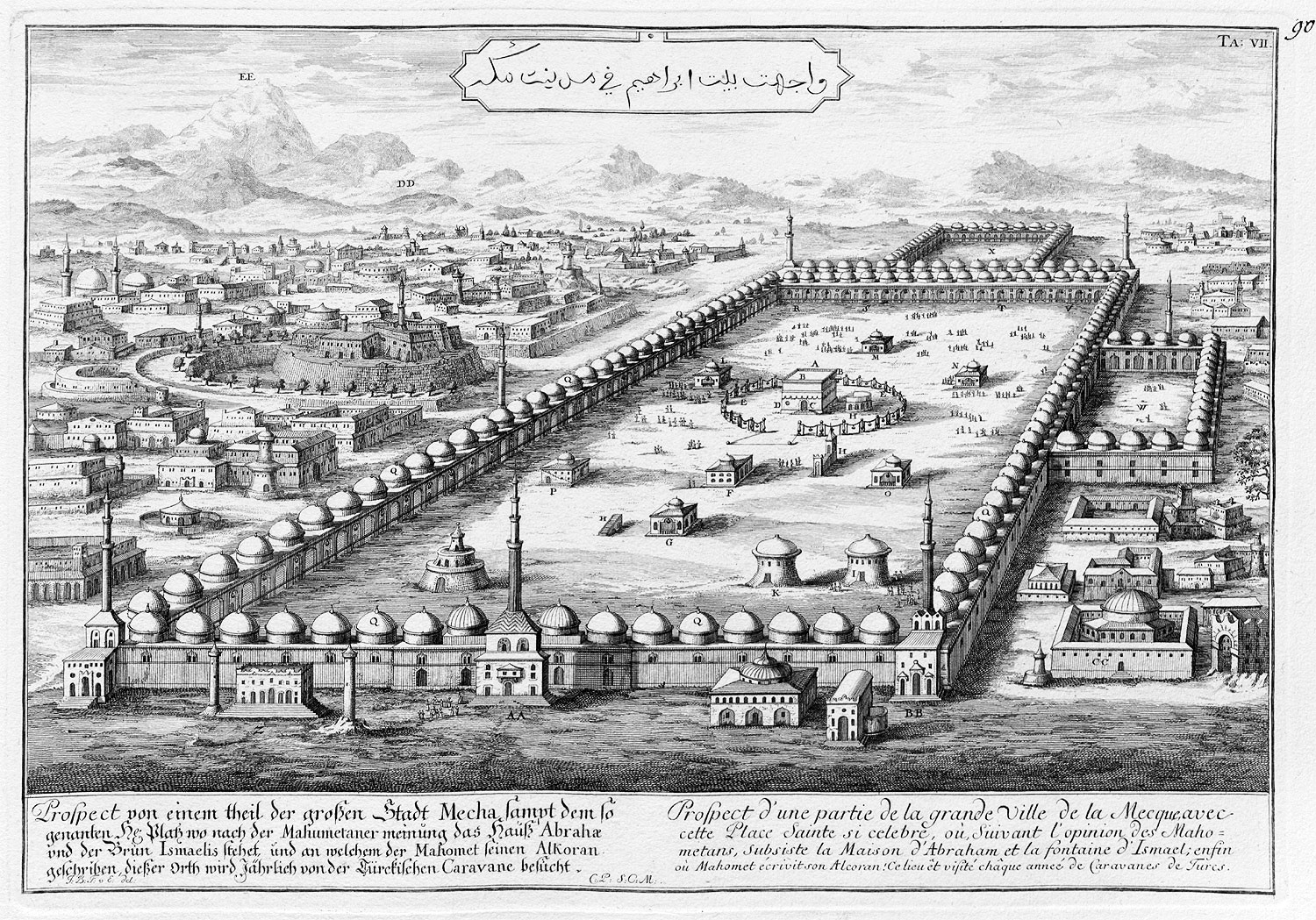
Мечеть аль-Харам в панораме Мекки (XVIII век)

## Строительство
Строительство первой мечети около Каабы относят к 638 или 632 году. Существующая мечеть известна с 1570 года. За время своего существования мечеть неоднократно перестраивалась, так что от первоначальной постройки мало что осталось. Сначала мечеть аль-Харам имела шесть минаретов, но когда у Голубой мечети в Стамбуле было построено тоже шесть минаретов, имам Мекки назвал это святотатством: ни одна мечеть мира не должна была равняться с Каабой. И тогда султан Ахмед приказал построить в этой мечети седьмой минарет.

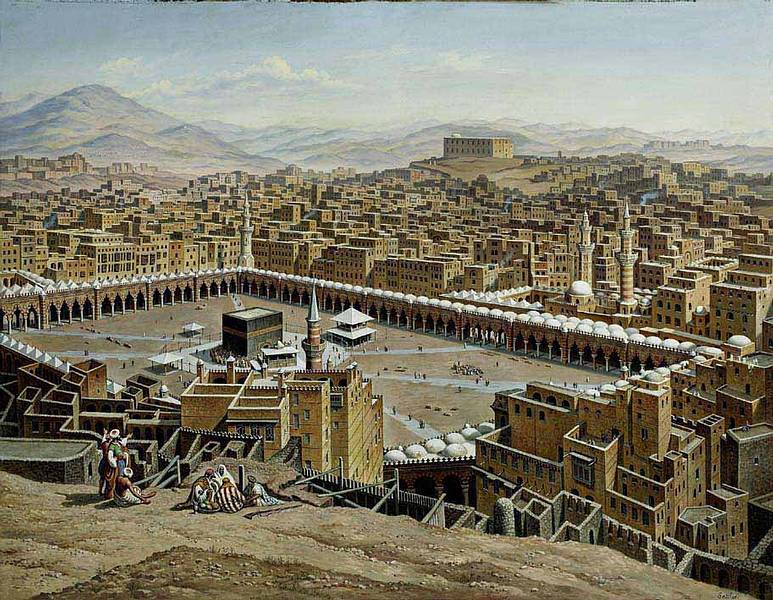
Мечеть аль-Харам в панораме Мекки (XIX век)

## Реконструкция конца 1980-х годов
В конце 1980-х годов происходила реконструкция мечети, когда к ней с юго-западной стороны пристроили огромный корпус с двумя минаретами. Именно в этом корпусе находится теперь главный вход в мечеть — Ворота короля Фахда. В настоящее время мечеть Харам — это огромное сооружение площадью 357 тысяч м². Мечеть имеет 9 минаретов, высота которых достигает 95 м. Кроме 4 ворот существует ещё 44 входа в мечеть. В здании насчитывается более 500 мраморных колонн и действует 7 эскалаторов. Воздух в основных помещениях освежается кондиционерами. Предусмотрены специальные помещения для молитв и совершения омовений, которые делятся на мужские и женские. Аль-Масджид аль-Харам вмещает одновременно до 800 тысяч человек, правда, при этом верующие размещаются даже на крыше здания.
К 2007 году количество ворот в мечети равнялось 95. Главными воротами считались четыре: ворота короля ‘Абд аль-‘Азиза, ворота короля Фахда, ворота аль-‘Умра и ворота аль-Фатх (араб. «победа»). Над каждыми из ворот возвышались по два 98-метровых минарета; ещё один находится недалеко от холма ас-Сафа. Внутри минаретов была устроена винтовая лестница, ведущая к двум балконам. Минареты венчали массивные полумесяцы, выполненные из позолоченного металла.

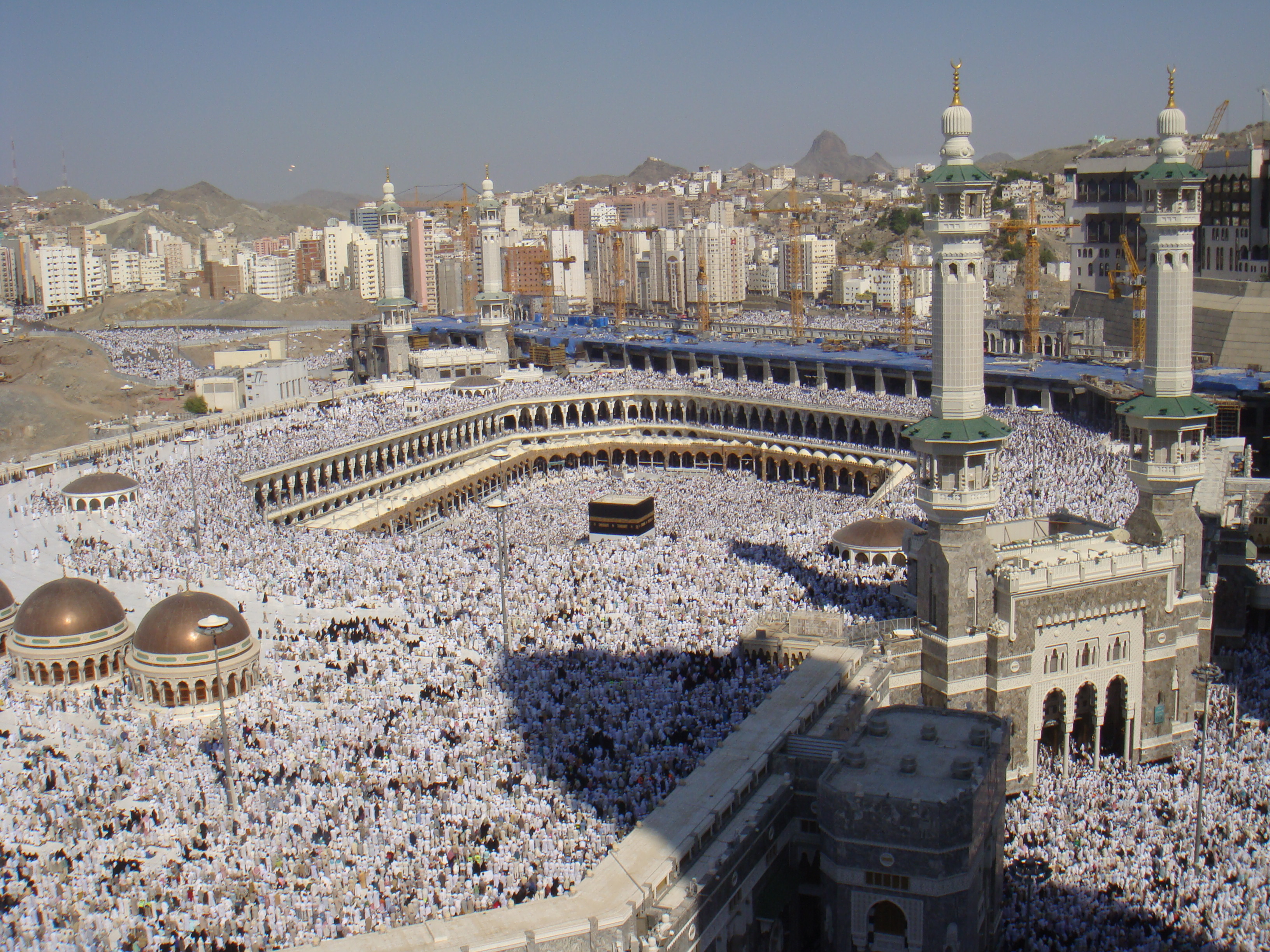
Мечеть Масджид аль-Харам в панораме Мекки

## Реконструкция начала XXI века
С 2007 года по 2012 год по решению короля Саудовской Аравии Абдаллы ибн Абдель Азиза Аль-Сауда проводилась новая масштабная реконструкция мечети. В ходе расширения (преимущественно в северном направлении) территория увеличилась до 400 тысяч м², так что теперь на ней помещается 1,12 млн человек. Построили ещё два минарета, доведя их количество до одиннадцати, а также новые Ворота короля Абдаллы. Все помещения (как старые, так и новые) были оснащены кондиционерами. Предполагается, что с учётом реконструкции окружающей мечеть территории всего в церемониях смогут участвовать 2,5 млн человек одновременно. Стоимость реконструкции составляет 10,6 млрд долларов. Одновременно рядом с углом комплекса мечети к 2011 году сооружён самый массивный в мире комплекс башен-небоскрёбов Абрадж аль-Бейт.

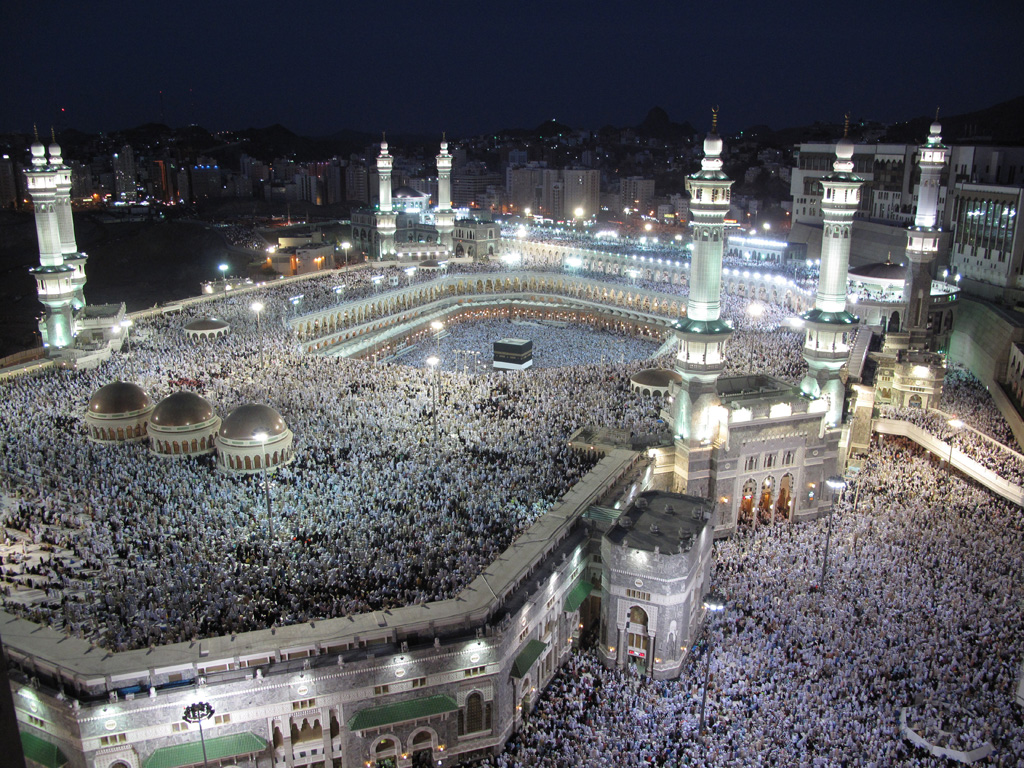
Мечеть аль-Харам и паломники ночью

В 2015 году король Салман инициировал ещё одно масштабное расширение мечети, добавившее к её территории дополнительные 0,456 км², первую кольцевую дорогу, туннели и сервисные здания.

## Инциденты

### Террористический акт 1979 года
Утром 20 ноября 1979 года (первый день нового 1400 года по исламскому календарю) в Масджид Аль-Харам собрались на утреннюю молитву тысячи верующих. Внезапно внутри мечети раздались выстрелы. Охрана, вооруженная только дубинками, не смогла оказать никакого сопротивления. Вскоре вся территория огромного комплекса мечети оказалась под полным контролем неизвестных вооруженных лиц. Они заблокировали все входы внутрь здания и установили на высоких минаретах огневые точки. Идейным вдохновителем и организатором захвата был Джухайман аль-Утайби, бывший военнослужащий национальной гвардии Саудовской Аравии. Первым по значимости был соратник Мухаммед аль-Кахтани, бывший духовным и религиозным символом восстания. Повстанцы верили, что в его лице на Землю пришел упомянутый в древнем пророчестве Махди — обновитель ислама в преддверии Страшного суда. Вокруг себя они видели нестерпимые для себя примеры разложения общества: проникновение в него западных культурных и материальных ценностей, изображение на портретах лиц правящего семейства, женщин-дикторов на телевидении, само телевидение, паспорта, вольности в нравах и поведении. Они выступали против связи Саудитов с западными странами, продажи нефти Америке, склонности королевского семейства к роскоши и потребительству. Захватив мечеть, повстанцы хотели объявить о божественной миссии Махди и принести ему клятву верности у стен священной Каабы.
На освобождение мечети от террористов саудовским силам безопасности потребовалось две недели. В результате беспрецедентного теракта погибли 255 человек с обеих сторон.
Неспособность в течение двух недель вернуть под свой контроль главную святыню мусульманского мира существенно подорвала авторитет правящего семейства. После недолгого расследования Джухайман и десятки его сообщников были публично обезглавлены на площадях главных городов Саудовской Аравии.

### Падение строительного крана
11 сентября 2015 года из-за сильного ветра строительный кран упал во двор мечети. Погибло 111 человек, 394 получили ранения. Строительными работами занималась компания Saudi Binladin Group.

## Список имамов и муэдзинов

### Имамы и хатибы
Нынешние:
- Абдуррахман ас-Судейс
- Сауд аш-Шурейм
- Махер аль-Муайкли
- Абдуллах аль-Джухани
- Ясир ад-Даусари
- Бандар Балила
- Фейсал Газзави
- Салих ибн Хумейд
- Салих Аль Талиб
- Халид аль-Гамиди
- Усама Хайят
- Салих Баусман

### Муэдзины
Нынешние:
- Али Ахмед Мулла
- Мухаммад Али Шакир
- Мухаммад Юсуф Шакир
- Маджид Аббас
- Фарук Хадрави
- Наиф Фида
- Ахмад Абдуллах Баснави
- Хамад ад-Дагрири
- Мухаммад Басаад